# 代国 (春秋)
代国是春秋时代末期的一个诸侯国，子姓，位于今河北省西北部、山西省东北部，是一个由北狄部落建立的国家。
最早为周代分封的诸侯国，故地为今河北蔚县，始封之君不详。赵襄子的姐姐是代王的夫人，周貞定王(前458年)，赵襄子出使代国，到夏屋山（在今山西代县东北），请代王赴宴。在酒宴上，襄子早已安排下埋伏陷阱，斟酒的人在行斟时，趁机用斟酒用的铜勺刺杀代王及其从官。代王一死，赵军随即兴兵伐代，一举占领代国，将其领土并入赵氏版图。襄子之姊代王夫人泣而呼天，说：“以弟慢夫，非仁也；以夫怨弟，非义也。”拔下髮笄自刺而死。
前228年秦灭赵，赵公子嘉逃往代，并自立为王，6年后被灭。